# Timonius hirsutus
Timonius hirsutus är en måreväxtart som beskrevs av Elmer Drew Merrill. Timonius hirsutus ingår i släktet Timonius och familjen måreväxter. Inga underarter finns listade i Catalogue of Life.